# Lometa
Lometa è un centro abitato degli Stati Uniti d'America situato nella contea di Lampasas dello Stato del Texas.
La popolazione era di 856 persone al censimento del 2010. Fa parte dell'area metropolitana di Killeen–Temple–Fort Hood.

## Geografia fisica
Lometa è situata a 31°13′05″N 98°23′34″W (31.218129, -98.392916).
Secondo lo United States Census Bureau, ha un'area totale di 0,9 miglia quadrate (2,3 km²).

## Società

### Evoluzione demografica
Secondo il censimento del 2000, c'erano 782 persone, 291 nuclei familiari e 190 famiglie residenti nella città. La densità di popolazione era di 866,6 persone per miglio quadrato (335,5/km²). C'erano 339 unità abitative a una densità media di 375,7 per miglio quadrato (145,4/km²). La composizione etnica della città era formata dall'83,12% di bianchi, il 2,30% di afroamericani, l'1,02% di nativi americani, lo 0,13% di asiatici, l'11,51% di altre razze, e l'1,92% di due o più etnie. Ispanici o latinos di qualunque razza erano il 29,80% della popolazione.
C'erano 291 nuclei familiari, t di cui il 28,2% aveva figli di età inferiore ai 18 anni, il 46,7% aveva coppie sposate conviventi, il 10,7% aveva un capofamiglia femmina senza marito, e il 34,7% erano non famiglie. Circa il 31,3% di tutti i nuclei familiari erano individuali e il 21,0% aveva componenti con un'età di 65 anni o più che vivevano da soli. Il numero di componenti medio di un nucleo familiare era di 2,52 e quello di una famiglia era di 3,14.
In the city, the population era distributed at il 33,5% di persone sotto i 18 anni, il 7,5% di persone dai 18 ai 24 anni, il 19,7% di persone dai 25 ai 44 anni, il 23,4% di persone dai 45 ai 64 anni, e il 15,9% di persone di 65 anni o più. L'età media era di 34 anni. Per ogni 100 femmine, c'erano 102,1 maschi. Per ogni 100 femmine dai 18 anni in giù, c'erano 94,0 maschi.
Il reddito medio di un nucleo familiare era di 21.923 dollari e quello di una famiglia era di 28.125 dollari. I maschi avevano un reddito medio di 27.917 dollari contro i 16.538 dollari delle femmine. Il reddito pro capite era di 10.428 dollari. Circa il 19,3% delle famiglie e il 29,1% della popolazione erano sotto la soglia di povertà, incluso il 38,3% di persone sotto i 18 anni e il 18,8% di persone di 65 anni o più.